# Podnoszenie ciężarów na Letnich Igrzyskach Olimpijskich 1956
Podnoszenie ciężarów na Letnich Igrzyskach Olimpijskich 1956 w Melbourne odbyło się w dniach 23 – 26 listopada w hali Royal Exhibition Building. W zawodach wzięło udział 105 sztangistów (tylko mężczyzn) z 34 krajów. W tabeli medalowej najlepsi okazali się reprezentanci Stanów Zjednoczonych z czterema złotymi, dwoma srebrnymi i jednym brązowym medalem. 

## Klasyfikacja medalowa
| Klasyfikacja medalowa | Klasyfikacja medalowa | Klasyfikacja medalowa | Klasyfikacja medalowa | Klasyfikacja medalowa | Klasyfikacja medalowa |
| --------------------- | --------------------- | --------------------- | --------------------- | --------------------- | --------------------- |
| Miejsce               | Reprezentacja         | Złoto                 | Srebro                | Brąz                  | Razem                 |
| 1.                    | Stany Zjednoczone     | 4                     | 2                     | 1                     | 7                     |
| 2.                    | ZSRR                  | 3                     | 4                     | 0                     | 7                     |
| 3.                    | Argentyna             | 0                     | 1                     | 0                     | 1                     |
| 4.                    | Włochy                | 0                     | 0                     | 2                     | 2                     |
| 5.                    | Polska                | 0                     | 0                     | 1                     | 1                     |
| 5.                    | Korea Południowa      | 0                     | 0                     | 1                     | 1                     |
| 5.                    | Iran                  | 0                     | 0                     | 1                     | 1                     |
| 5.                    | Francja               | 0                     | 0                     | 1                     | 1                     |

## Medaliści
| Konkurencja                 | Złoto              | Wynik    | Srebro             | Wynik    | Brąz             | Wynik    |
| Waga kogucia (-56 kg)       | Charles Vinci      | 342,5 kg | Władimir Stogow    | 337,5 kg | Mahmud Namdżu    | 332,5 kg |
| Waga piórkowa (-60 kg)      | Isaac Berger       | 352,5 kg | Jewgienij Minajew  | 342,5 kg | Marian Zieliński | 335,0 kg |
| Waga lekka (-67,5 kg)       | Ihor Rybak         | 380,0 kg | Rawil Chabutdinow  | 372,5 kg | Kim Chang-hee    | 370,0 kg |
| Waga średnia (-75 kg)       | Fiodor Bogdanowski | 420,0 kg | Pete George        | 312,5 kg | Ermanno Pignatti | 382,5 kg |
| Waga lekkociężka (-82,5 kg) | Tommy Kono         | 447,5 kg | Vasilijs Stepanovs | 427,5 kg | Jim George       | 317,5 kg |
| Waga półciężka (-90 kg)     | Arkadij Worobjow   | 462,5 kg | Dave Sheppard      | 442,5 kg | Jean Debuf       | 425,0 kg |
| Waga ciężka (+90 kg)        | Paul Anderson      | 500,0 kg | Humberto Selvetti  | 500,0 kg | Alberto Pigaiani | 452,5 kg |